# Failly
Failly (in tedesco Failen) è un comune francese di 578 abitanti situato nel dipartimento della Mosella nella regione del Grand Est.

## Società

### Evoluzione demografica
Abitanti censiti